# Cà Mau
Cà Mau là một tỉnh ven biển ở cực nam của Việt Nam, nằm trong khu vực Đồng bằng sông Cửu Long. Toàn bộ địa phận tỉnh Cà Mau nằm trên Bán đảo Cà Mau.

### Khái quát

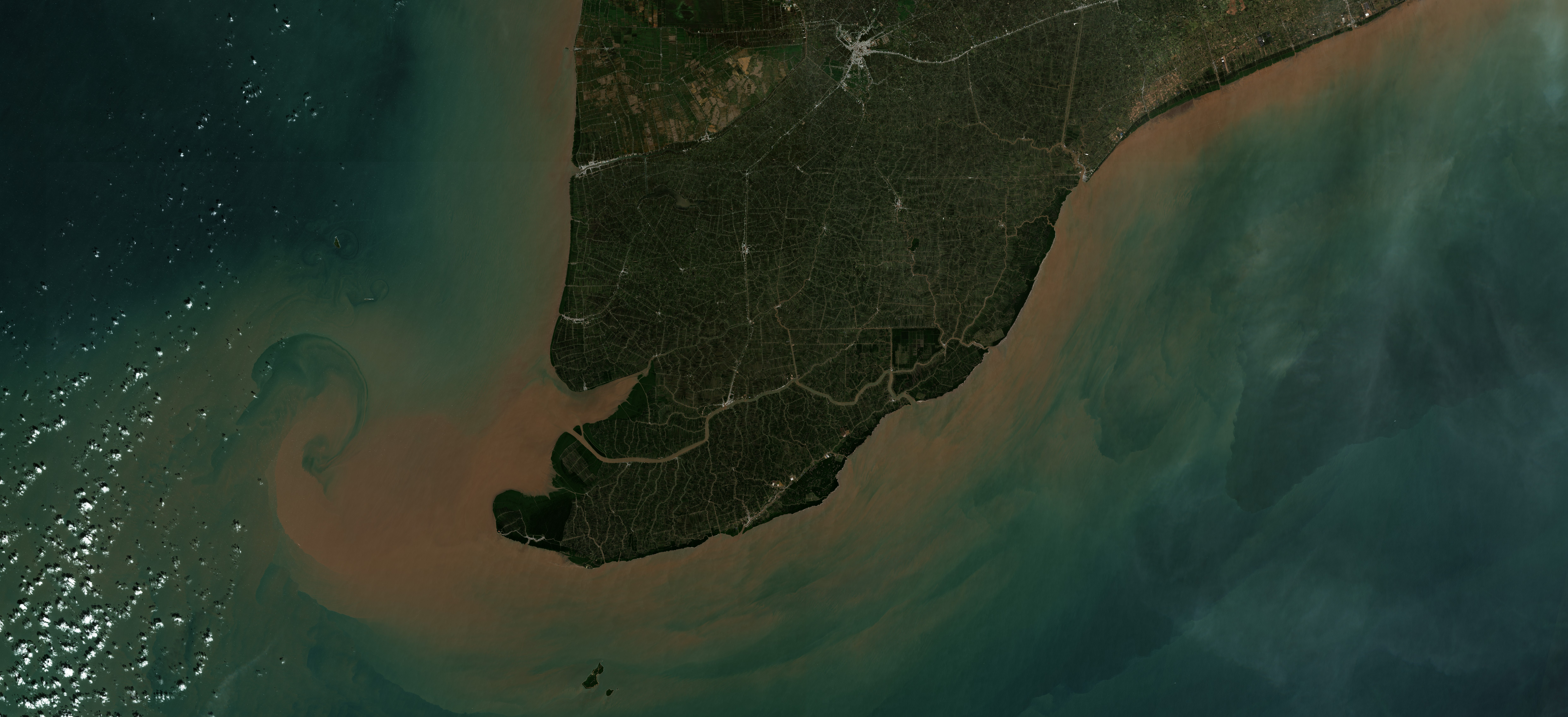
Ảnh vệ tinh khu vực Cà Mau

### Bán đảo Cà Mau

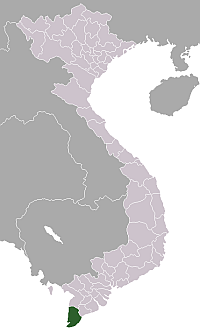
Bán đảo Cà Mau

### Thời Pháp thuộc

Bản đồ hạt Bạc Liêu năm 1895

#### Việt Nam Cộng hòa

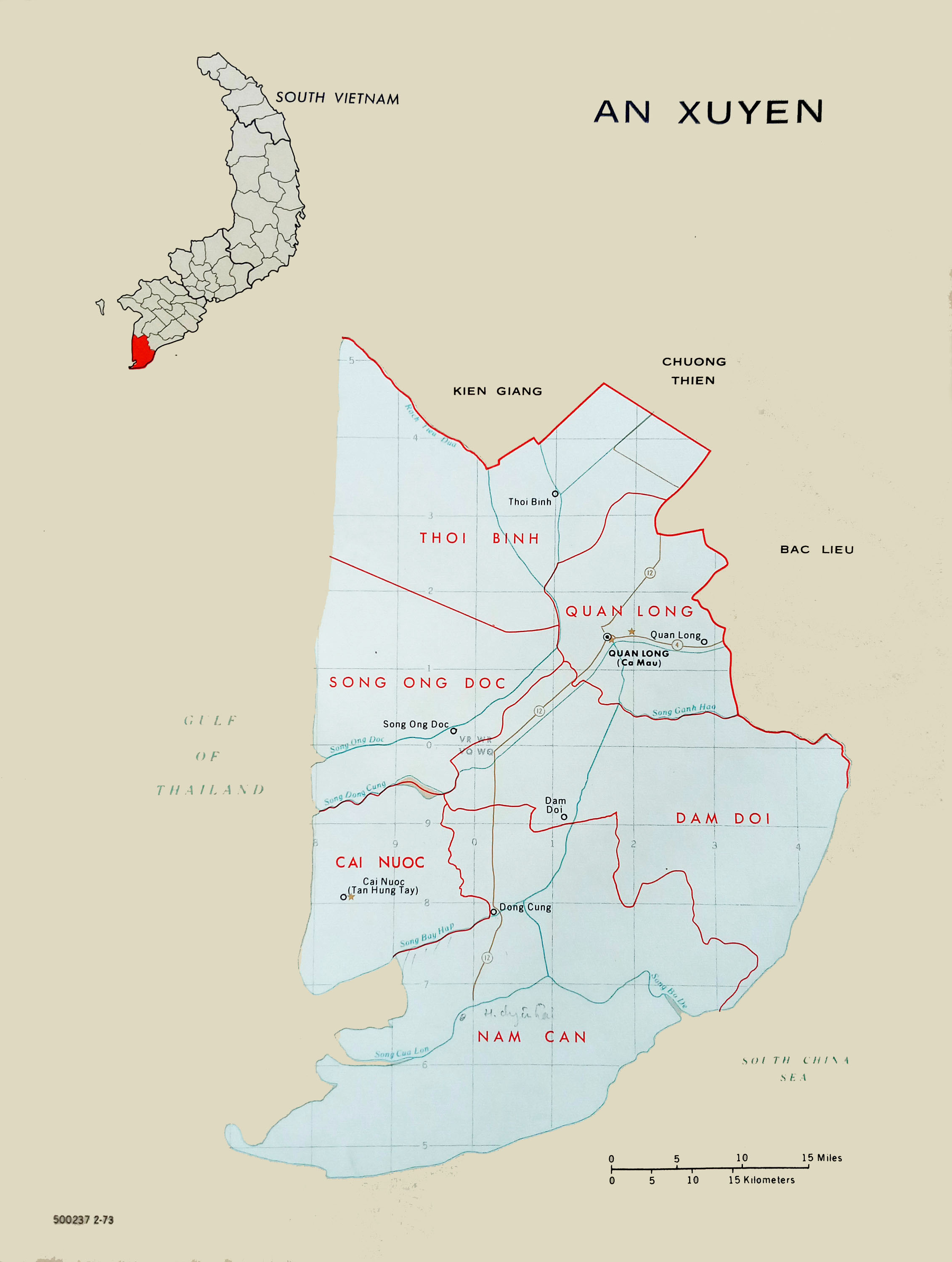
Bản đồ tỉnh An Xuyên năm 1973

## Kinh tế

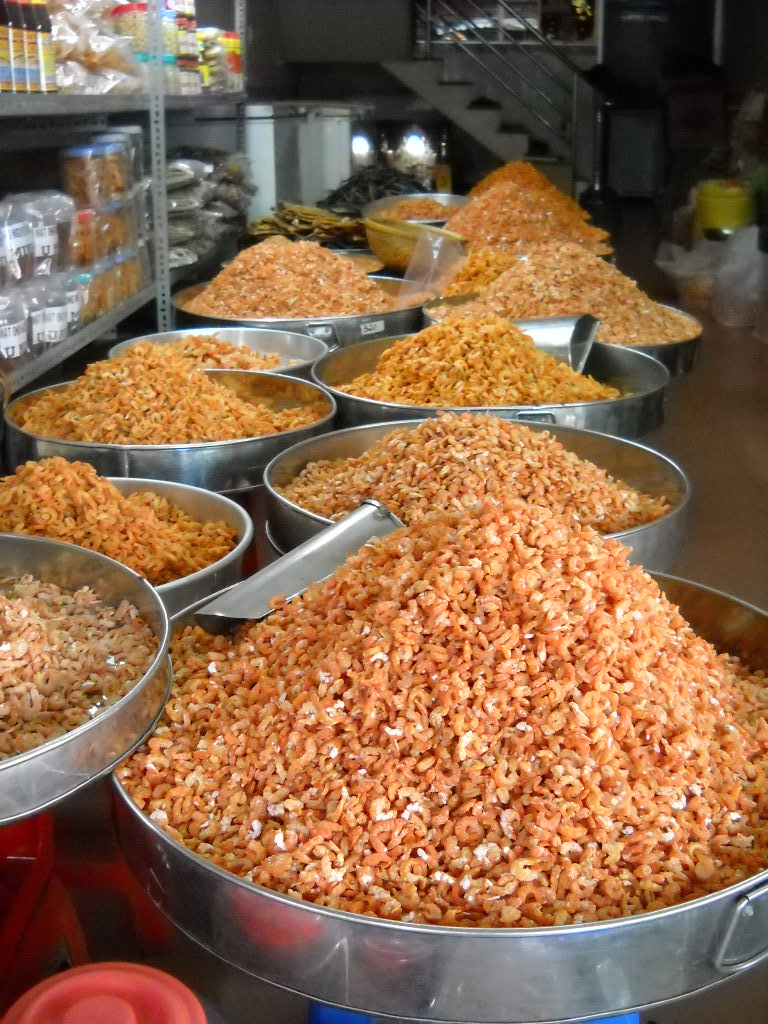
Đặc sản tôm khô Cà Mau

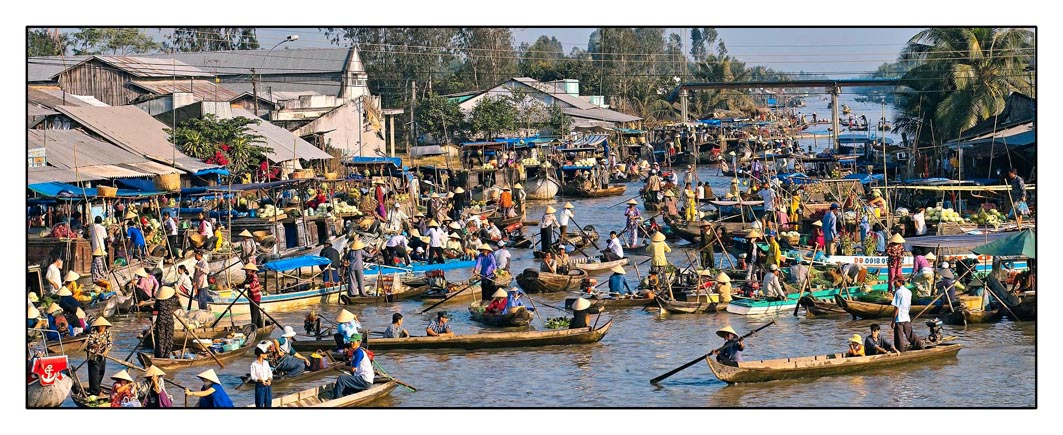
Chợ nổi Cà Mau

### Y tế

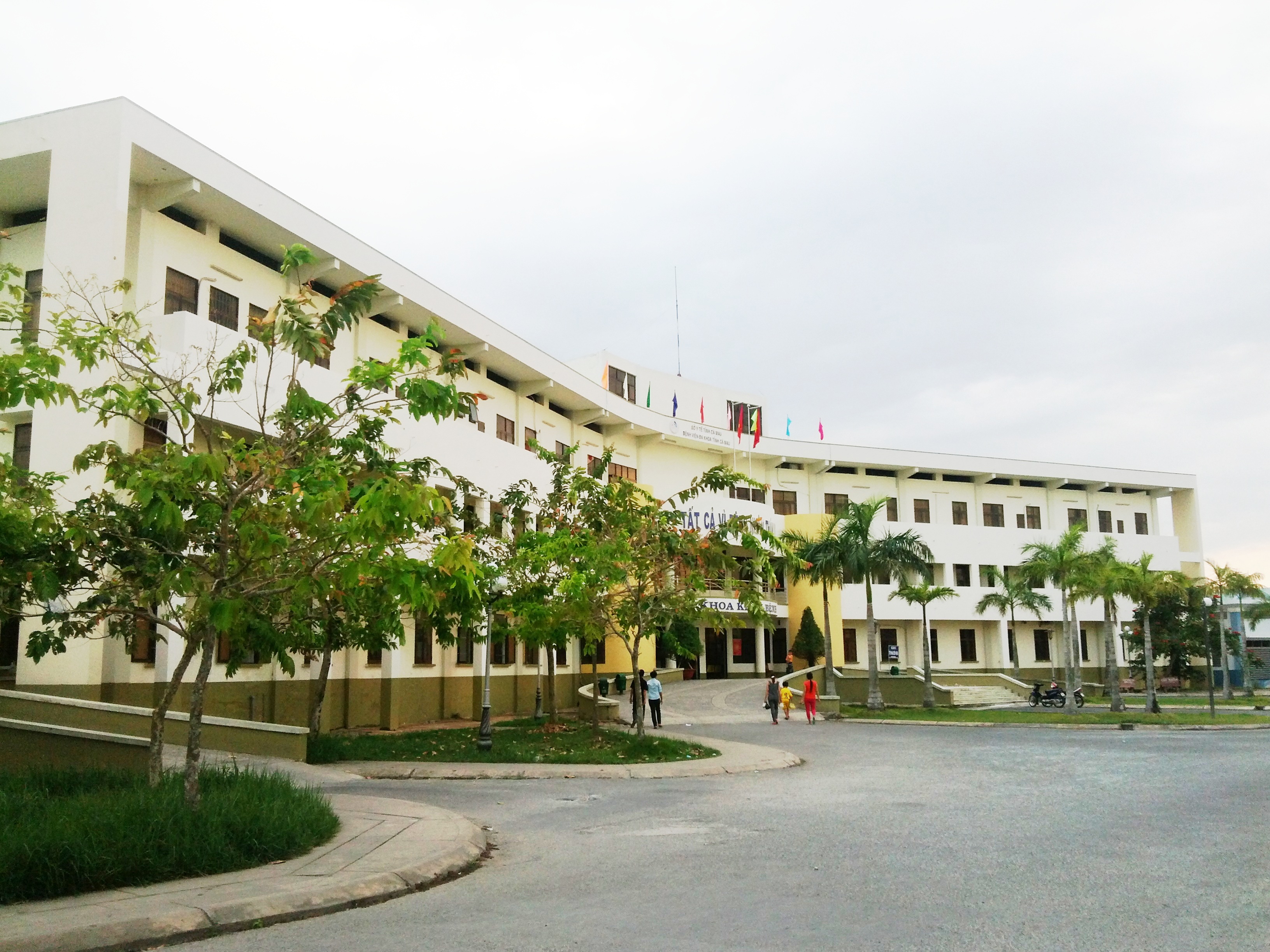
Bệnh viện đa khoa tỉnh Cà Mau.